# 우르파어움게붕군

우르파어움게붕군의 위치

우르파어움게붕군(독일어: Bezirk Urfahr-Umgebung)은 오스트리아 오버외스터라이히주에 위치한 군으로 행정 중심지는 린츠이며 면적은 649.3km2, 인구는 77,742명(2001년 기준), 인구 밀도는 120명/km2이다. 군 이름은 린츠를 구성하는 구역 가운데 하나인 우르파어에서 따왔다. 동쪽으로는 프라이슈타트군, 남쪽으로는 페르크군, 린츠란트군, 남서쪽으로는 에페르딩군, 서쪽으로는 로어바흐군과 접하며 북쪽으로는 체코와 국경을 접한다.

## 하위 행정 구역
3개 도시, 13개 시장도시, 11개 일반 시를 관할한다.
- 도시
  - 바트레온펠덴(Bad Leonfelden)
  - 갈노이키르헨(Gallneukirchen)
  - 슈타이레크(Steyregg)
- 시장도시
  - 알텐베르크바이린츠(Altenberg bei Linz)
  - 펠트키르헨안데어도나우(Feldkirchen an der Donau)
  - 그라마슈테텐(Gramastetten)
  - 헬몬죄트(Hellmonsödt)
  - 헤어츠크스도르프(Herzogsdorf)
  - 오버노이키르헨(Oberneukirchen)
  - 오텐스하임(Ottensheim)
  - 라이헤나우임뮐크라이스(Reichenau im Mühlkreis)
  - 라이헨탈(Reichenthal)
  - 솅켄펠덴(Schenkenfelden)
  - 포어더바이센바흐(Vorderweißenbach)
  - 발딩(Walding)
  - 츠베틀안데어로들(Zwettl an der Rodl)
- 일반 시
  - 알베른도르프인데어리트마르크(Alberndorf in der Riedmark)
  - 아이덴베르크(Eidenberg)
  - 엥거비츠도르프(Engerwitzdorf)
  - 골트뵈르트(Goldwörth)
  - 하이바흐임뮐크라이스(Haibach im Mühlkreis)
  - 키르히슐라흐바이린츠(Kirchschlag bei Linz)
  - 리흐텐베르크(Lichtenberg)
  - 오텐슐라크임뮐크라이스(Ottenschlag im Mühlkreis)
  - 푸헤나우(Puchenau)
  - 장크트고트하르트임뮐크라이스(Sankt Gotthard im Mühlkreis)
  - 존베르크임뮐크라이스(Sonnberg im Mühlkreis)